# Персональная прелатура
Персональная прелатура (лат. praelatura personalis) — разновидность организации внутри Католической церкви, имеющая определённую юрисдикцию в иерархической структуре Католической Церкви и возглавляемая прелатом.
В Римско-католической церкви персональная прелатура была задумана в ходе сессий Второго Ватиканского Собора и содержалась в пункте 10 декрета Presbyterorum Ordinis. Павел VI придал ей силу закона в motu proprio Ecclesiae Sanctae. В 1983 году это было подтверждено в Кодексе канонического права.
Прелатура подчиняется Дикастерии по делам епископов. Она создаётся Святым Престолом, исходя из необходимости пастырского попечения о верных или соображений, касающихся церковной организации. Прелатура управляется уставом, одобренным Святым Престолом. К Персональной прелатуре могут принадлежать как миряне, так и священники. Слово «персональная» означает, что юрисдикция прелатуры не относится к конкретной территории, как в случае приходов и епархий, а лишь к конкретным людям. В настоящее время в Католической Церкви существует лишь одна персональная прелатура — Opus Dei, получившая этот статус 28 ноября 1982 года декретом папы римского Иоанна Павла II «Ut sit».